# タイコ酸

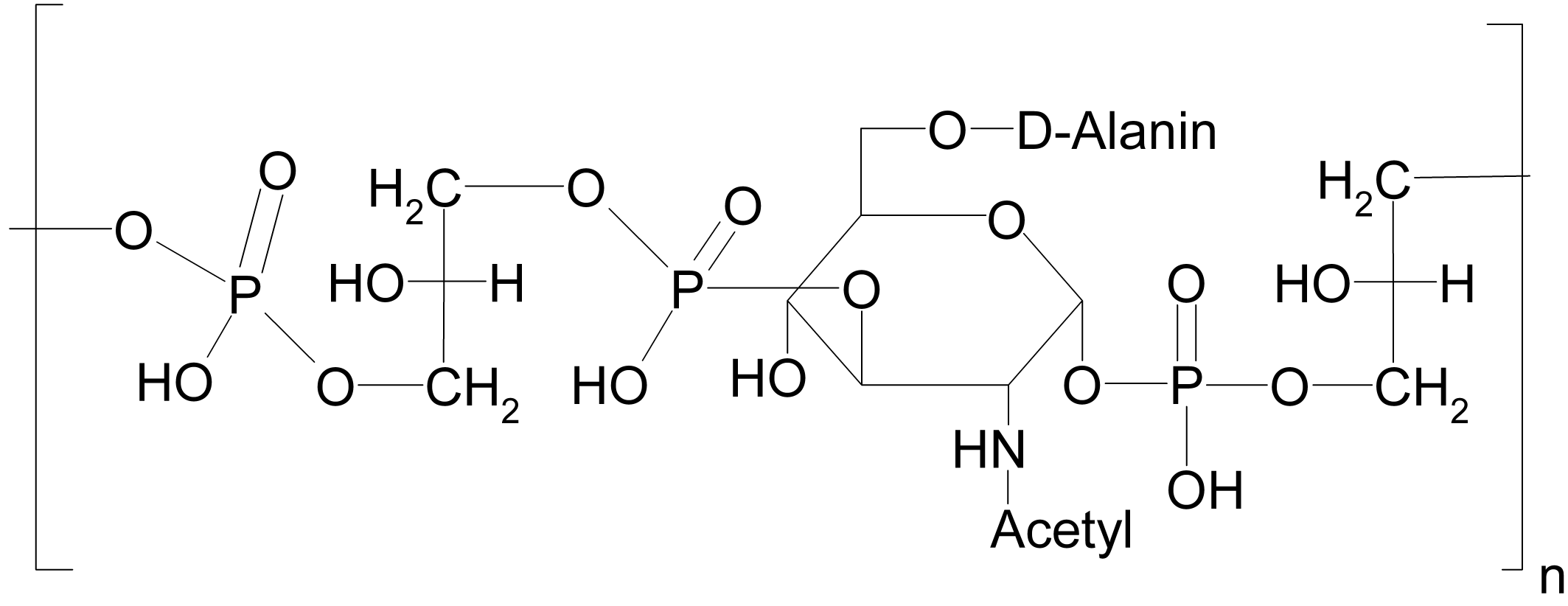
ミクロコッカス科のタイコ酸の構造

タイコ酸（タイコさん、Teichoic acid）は、ホスホジエステル結合を介して連なった、グリセロールリン酸またはリビトールリン酸からなるポリマーである。「タイコ（τειχος、teichos）」とは、ギリシア語で「壁」という意味の言葉である
ブドウ球菌、レンサ球菌、バシラス属、クロストリジウム属、コリネバクテリウム属、リステリアなどのグラム陽性細菌の細胞膜のペプチドグリカン表面層を形成している。タイコ酸はグラム陰性細菌には見られない。また、細胞膜脂質上のN-アセチルムラミン酸やD-アラニンと結合している。タイコ酸と脂質の化合物はリポタイコ酸と呼ばれる。
タイコ酸は負の電荷を帯び、グラム陽性細菌の細胞壁の電荷を負に保っている。
細胞構造の維持や抗原としての機能を持っている可能性もある。
また、N-アセチルグルコサミンとN-アセチルムラミン酸の間の β(1-4)結合の自己消化を制限することにより、細胞成長の制御の役割も担っている。